# Гоше VII де Шатильон
Гоше VII де Шатильон (фр. Gaucher VII de Châtillon; ум. 1342) — граф Порсьена с 1325 года, сеньор Тура, Неля, Преси, Ромейли, Сомме-Свипа, Вернёя-сюр-Марн и Кюдо.

## Биография
Родился не ранее 1305 (год свадьбы родителей). Сын Гоше VI (ум. 1325) и его жены Маргариты де Дампьер.
Весной 1331 года участвовал в ассамблее принцев, созванной для суда над Робертом д’Артуа.
В 1332 году вассалы Гоше VII разорили земли реймского капитула. По решению Парижского парламента в 1335 году он признан виновным и был обязан заплатить 4 тысячи ливров королю и тысячу — капитулу в возмещение ущерба.

## Семья
Жена (брачный контракт от 1323 года) — Жанна де Конфлан, дочь Гуго IV де Конфлана, сеньора де Преси. Дети:
- Жан I де Шатильон (ум. 1381/89), граф Порсьена, сеньор Тура и Неля.
- Гуго де Шатильон (ум. 1393), сеньор де Преси.
- Гоше де Шатильон, до 1394 аббат Сен-Мор-де-Фосс.
- Изабелла, жена Жана де Барбансона, сеньора де Вьерв, и (вторым браком) — Осте IX де Тразеньи, сеньора Тразеньи и Силли.
- Маргарита, жена Жерара де Лооза, сеньора де Шованси.